# Skaner kodów kreskowych

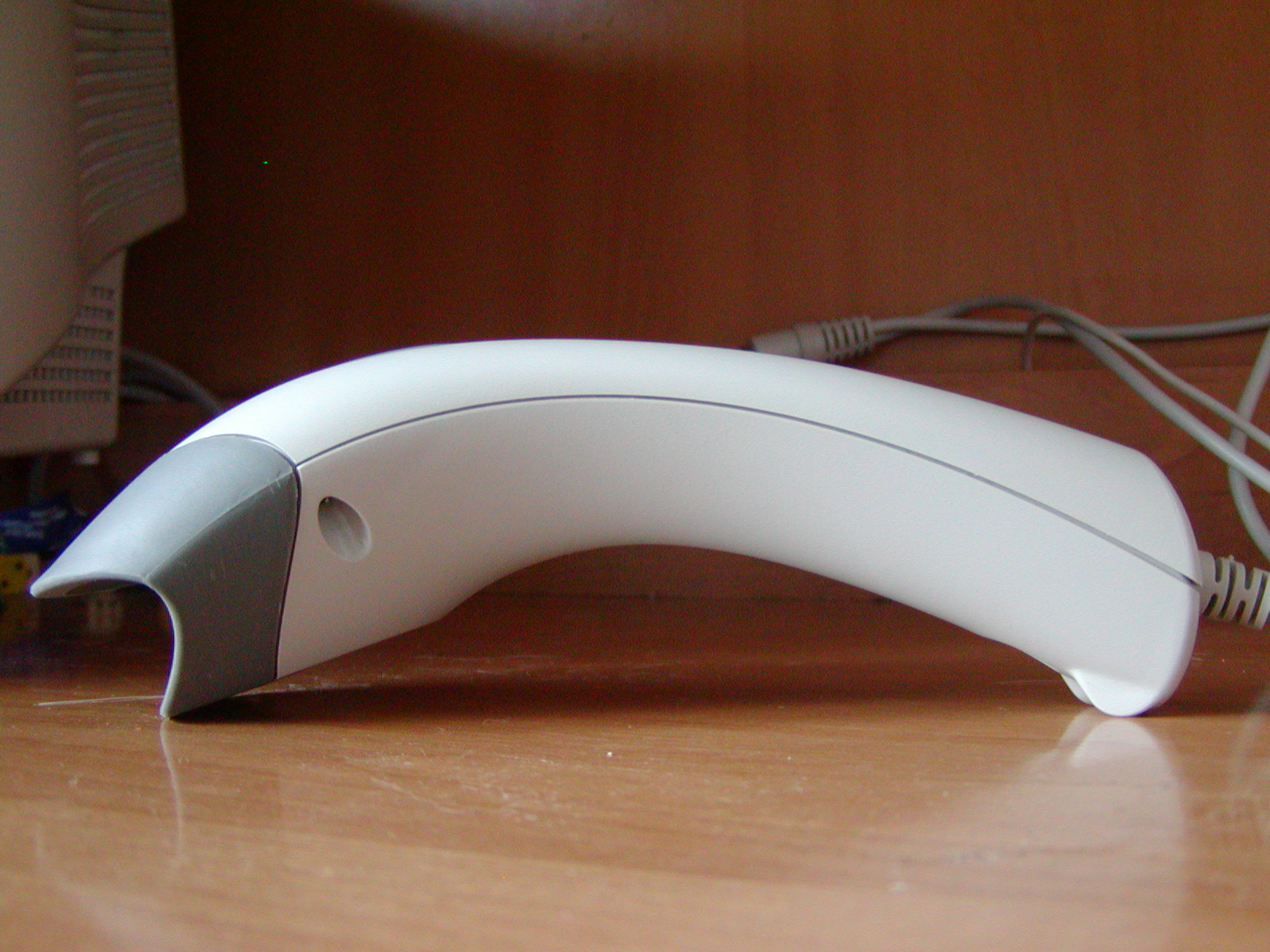
Diodowy czytnik kodów kreskowych Argox z profilu

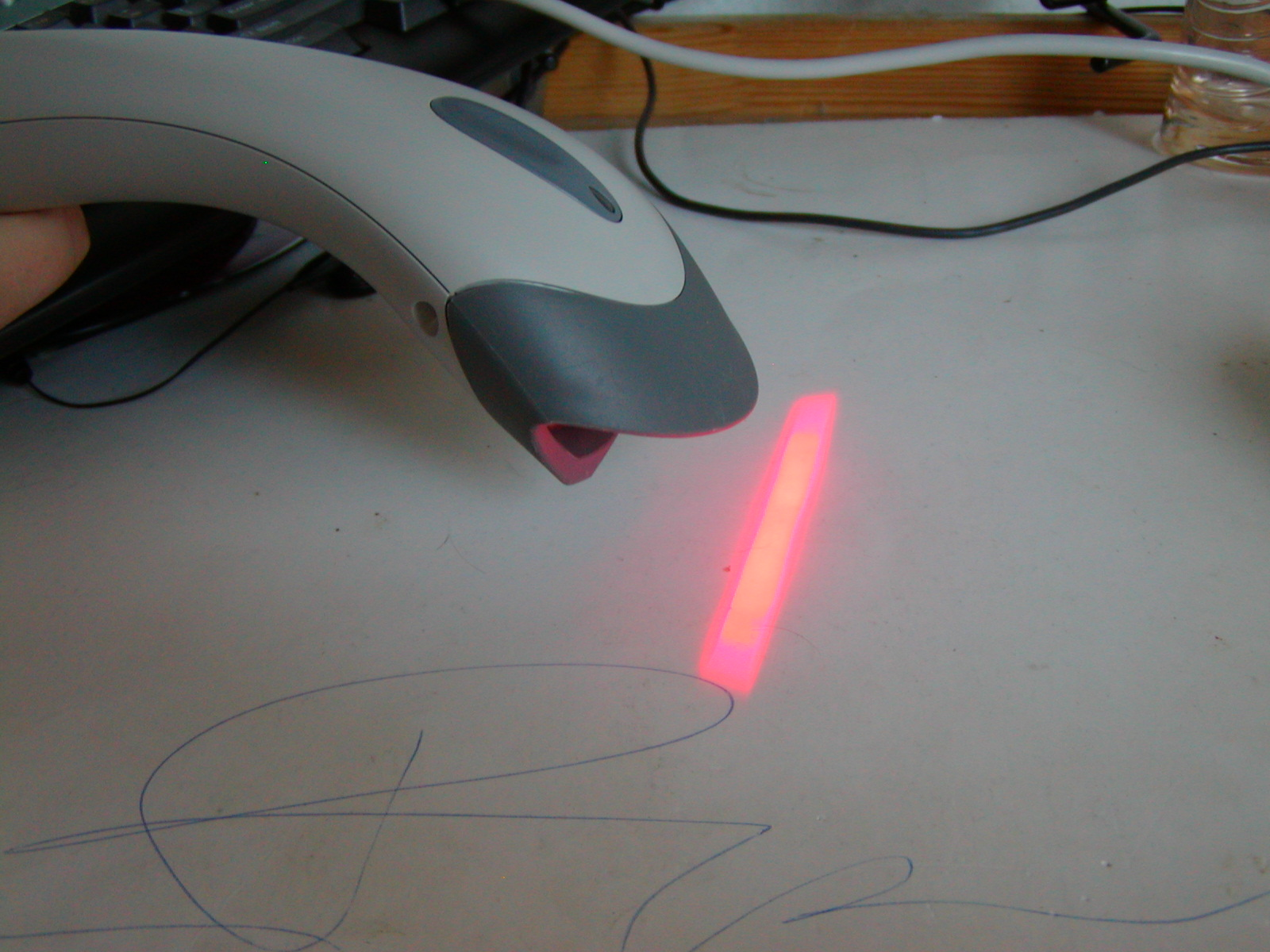
Diodowy czytnik kodów kreskowych Argox podczas skanowania (widoczna wiązka diodowa)

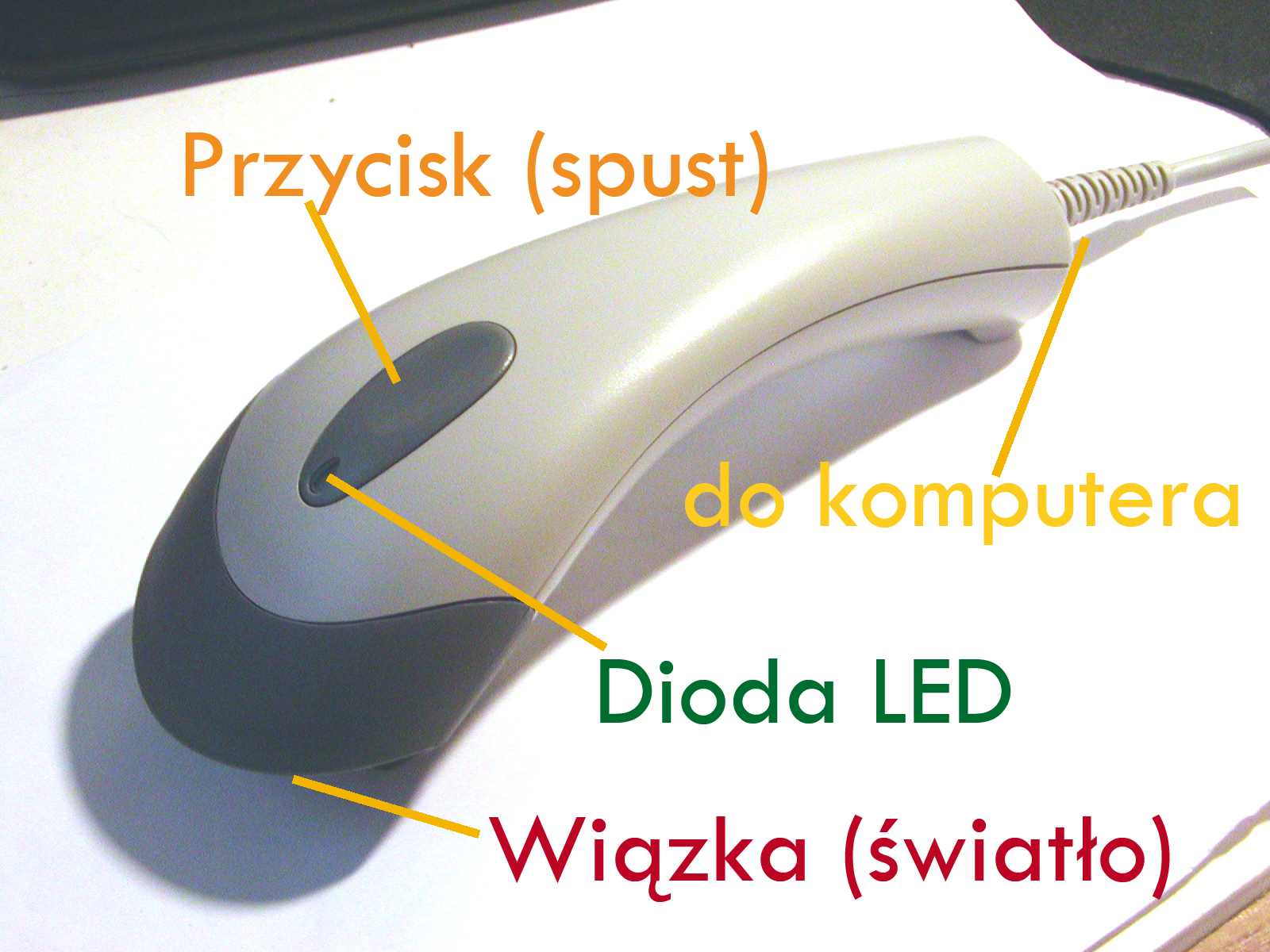
Czytnik kodów kreskowych Argox z opisanymi elementami budowy.

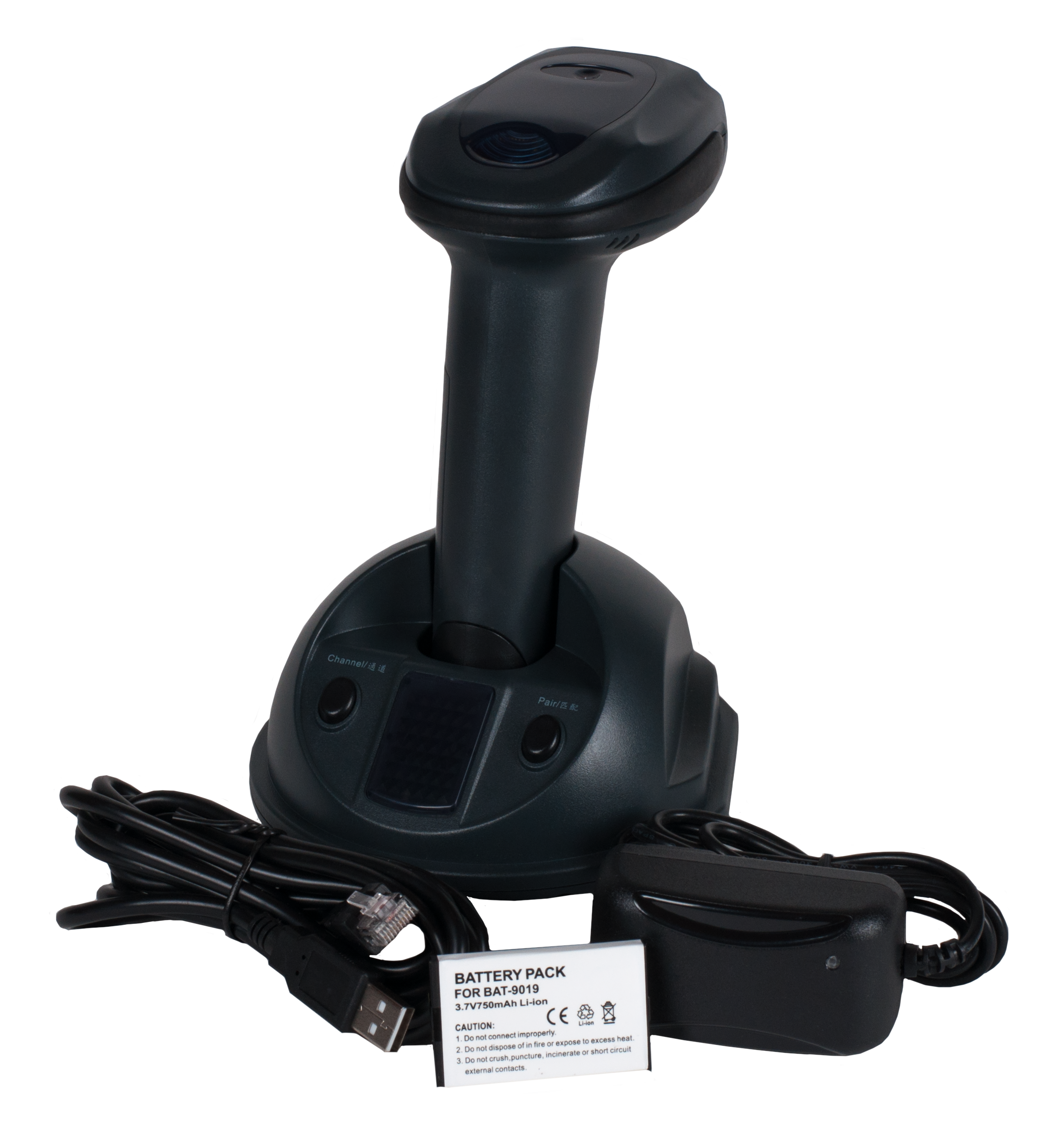
Bezprzewodowy czytnik HDWR HD2000 ze stacją dokującą.

Skaner kodów kreskowych (także: czytnik kodów kreskowych) – urządzenie z grupy skanerów służące do odczytywania kodów kreskowych. 

## Zastosowania
- w sklepach (po zeskanowaniu kodu kasa fiskalna zapisuje przedmiot/produkt na paragonie i przechodzi do następnej pozycji)
- w systemach bezpieczeństwa (zastosowanie wychodzi z użytku na rzecz kart magnetycznych i RFID)
- w bibliotekach (kody kreskowe na egzemplarzach bibliotecznych oraz na kartach czytelników za pomocą komputera przyspiesza proces rejestracji wypożyczeń)
- zastosowania logistyczne (ułatwia odnalezienie towaru)
- zastosowania domowe (umożliwia stworzenie domowej kolekcji, np. płyt CD/DVD,JD)

### Kody kreskowe w bibliotekach
W wielu bibliotekach zarówno karty czytelnika, jak i zasoby biblioteczne identyfikowane są za pomocą kodów kreskowych. Autoryzowanie czytelników przez kody kreskowe w pewnym stopniu uniemożliwia podszywanie się pod innych czytelników (oprogramowanie komputerowe może umożliwiać zapisywanie w systemie zdjęć czytelników). Naklejanie kodów na woluminy i rejestrowanie ich w specjalnym oprogramowaniu ułatwia rejestrację wypożyczeń w systemie.

### Kody kreskowe w sklepach
Kasy fiskalne działają z kodami kreskowymi tworząc tzw. POS (point of selling – punkt sprzedaży). Po zeskanowaniu kodu towaru kasa fiskalna odnajduje w bazie danych informacje o przedmiocie przypisanym do kodu, rejestruje go na kasie, ewentualnie drukuje produkt na paragonie i kontynuuje pracę jak wyżej aż do zakończenia skanowania produktów.

### Kody kreskowe w logistyce
Branża spożywcza zapoczątkowała rozwój dziesiątek typów kodów kreskowych w ogromnej liczbie zastosowań, od etykietowania pszczół malutkimi kodami kreskowymi w celu śledzenia ich nawyków godowych, do identyfikowania ogromnych statków i wagonów kolejowych oznaczonych dwumetrowymi kodami kreskowymi. Nowoczesny sprzęt jest ważnym narzędziem zarządzania i obsługi magazynu oraz transportu towarów. 

### Kody kreskowe w archiwizacji dokumentów
Coraz częściej kody kreskowe stosuje się w identyfikacji dokumentów. Wykorzystywane są też w opiece zdrowotnej, gdzie kod kreskowy identyfikujący pacjenta jest nanoszony jest na wszystkie powiązane z nim dokumenty – wyniki badań, skierowania itp.

## Rodzaje skanerów

### Informacje ogólne
Początkowo skanery kodów używały diod LED jako źródła światła. Wadą tego rozwiązania była konieczność zbliżenia skanera na bardzo małą odległość od kodu. Obecnie produkowane skanery używają lasera, co umożliwia – zależnie od modelu – odczyt nawet z kilku metrów. Nowoczesne skanery potrafią odczytywać nie tylko kody jednowymiarowe (paskowe), lecz także kody 2D – dwuwymiarowe np. QR_ Code, Aztec Code oraz PDF417.
Również prawie każdy nowy telefon posiadający kamerę można wyposażyć w odpowiednią aplikację, służącą do odczytu kodów kreskowych.

### Technika czytania kodów
Skanery kodów kreskowych różnią się przede wszystkim sposobem, w jaki dany skaner odczytuje kody kreskowe. Każdy z nich przeznaczony jest do czytania innego rodzaju kodów, dlatego sprawdzi się w określonych warunkach i sytuacjach.
- Czytniki diodowe CCD

W tego typu skanerach wiązka światła, jaka pada na kod kreskowy, wytwarzana jest z diod LED.
Zaletami czytników diodowych jest stosunkowo niska cena, a także wytrzymała konstrukcja. Tego typu urządzenia nie mają problemu z odczytem kodów niskiej jakości, a także kodów znajdujący się na ekranie komputera.  Wadą czytników diodowych jest ograniczony rozmiar kodów kreskowych, które mogą odczytać, a także konieczność odczytywania kodów z bliska. 
- Skanery wizyjne 2D Area Imagers

Obrazy 2D rejestrują pole obrazu, a następnie dekodują wynik. 
Skanery 2D należą do najbardziej uniwersalnych i wszechstronnych urządzeń, z  których pomocą możemy odczytać każdy typ kodu kreskowego. Umożliwiają skanowanie oznaczenia pod dowolnym kątem  i z różnych powierzchni np. z ekranów monitora czy urządzeń mobilnych. Dobrze również radzą sobie z odczytywaniem danych z uszkodzonych kodów. Jedną z najpoważniejszych wad tych urządzeń jest stosunkowo wysoka cena zakupu. 
- Laserowe skanery kodów kreskowych

Wewnątrz skanera laserowego znajduje się z silniczek i obrotowe lusterko w głowicy skanującej. Urządzenie emituje wąską wiązkę lasera, która odbija kod kreskowy w celu przetworzenia.
Zaletą laserowych skanerów jest szybkie działanie, dobra jakość odczytu, a także możliwość odczytywania kodów ze znacznych odległości.  Do wad można zaliczyć większą podatność na uszkodzenia, a także kłopoty z odczytem uszkodzony kodów.

### Czytniki bezprzewodowe
Oprócz czytników przewodowych podłączonych do komputera, lub innego urządzenia, przy pomocy kabla USB, RS232 lub PS2, na rynku dostępne są też czytniki bezprzewodowe. Do działania wykorzystują one interfejs Bluetooth (zasięg około 10 metrów) lub utworzoną w obrębie zestawu sieć bezprzewodową (zasięg do nawet 300 metrów). W zależności od modelu czytnik może być wyposażony w odbiornik USB, w kształcie pendrive'a bądź też stacje dokującą podpiętą do portu USB komputera oraz do gniazdka elektrycznego, wówczas stacja pełni również rolę ładowarki czytnika.

## Działanie
Wiązka (światło) skanera odbija się od powierzchni białych kodu, a jest pochłaniana przez powierzchnię koloru czarnego. Skaner wyposażony jest w fotodetektor, który przetwarza odbijaną wiązkę światła na impulsy elektryczne. Długość czasu trwania impulsów zależy od grubości linii kodu kreskowego. Dekokter przetwarza te informacje na znaki (np. cyfry, litery).

## Rodzaje skanerów wg sposobu użytkowania

### Ręczny czytnik kodów kreskowych
Przenośny czytnik kodów kreskowych,  który najczęściej ma formę pistoletu z ergonomicznie wyprofilowaną rączką.  Spust do uruchamiania skanera znajduje się  pod palcem wskazującym. Stosowany jest zazwyczaj w magazynach, placówkach handlowych lub przez przedstawicieli handlowych.

### Czytnik kodów stacjonarny (ladowy).
Tego typu urządzenie najczęściej wykorzystywane jest w sklepach spożywczych jako czytnik wbudowany w ladę kasową lub zamontowany w ścianie do sprawdzania cen  produktów.

### Czytnik kodów przemysłowy
Specjalny typ czytnika, który przystosowany jest do wykonywania pracy w trudnych warunkach np. na hali produkcyjnej czy w magazynie. W tej grupie znajdują się zarówno czytniki ręczne, jak i przeznaczone do zabudowy. Wyróżniają się wyższą odpornością na działanie czynników zewnętrznych takich jak: niskie/wysokie temperatury, wilgotność powietrza. Charakteryzują się również mocniejszą konstrukcja, odpornością na upadki,  pyłoszczelnością i wodoodpornością.  Wyróżniają się stopniem ochrony o klasach  IP65, IP66 lub IP 67. 

### Czytnik kodów dla konkretnej branży
To specjalny typ czytnika kodów, który powstał z myślą o wykorzystaniu w określonej branży. Wyposażone są obudowę i  funkcje, które niezbędne są przy w pracy na konkretnym stanowisku. Należą do nich między innymi skanery dla służby zdrowia,  laboratoriów i do pracy w aptekach, które m.in. posiadają obudowę odporną na dezynfekcję. Innym przykładem są lekkie i poręczne czytniki kodów stosowane np. w gastronomii.